# Henri Fantin-Latour
Henri Fantin-Latour (født 14. januar 1836, død 25. august 1904) var en fransk maler og litograf.
Hans fulde navn var Henri Jean Théodore Fantin-Latour, og han var født i Grenoble, Rhône-Alpes, Frankrig. Han studerede ved École des Beaux-Arts i Paris.
Hans mest kendte værker er stilleben med blomster samt gruppeportrætter af studiekammerater og venner fra Paris. Han udførte også litografier som illustration til musik af de klassiske komponister. Hans værker påvirkede symbolisterne i samme århundrede.
Whistler opdagede ham og gjorde ham kendt i England.
Efter at have giftet sig med malerinden Victoria Dubourg i 1876 tilbragte han alle sine somre på hendes families landejendom i Buré, Orne i Basse-Normandie, hvor han også døde. Hans grav findes på Cimetière du Montparnasse i Paris.
En overdådig rose er opkaldt efter ham.